# Broadway Bill
Broadway Bill er en amerikansk stumfilm fra 1918 af Fred J. Balshofer.

## Medvirkende
- Harold Lockwood som Bill Clayton
- Martha Mansfield som Muriel Latham
- Cornish Beck som Jack Latham
- Raymond Hadley som Godfrey St. Cleve
- Stanton Heck som Buck Hardigan